# فاليري فابر
فاليري فابر (بالفرنسية: Valérie Fabre)‏ هي نبالة فرنسية، ولدت في 30 يوليو 1966.

## روابط خارجية
- فاليري فابر على موقع الاتحاد الدولي للرماية بالسهام (الإنجليزية)